# Rhoda Delaval

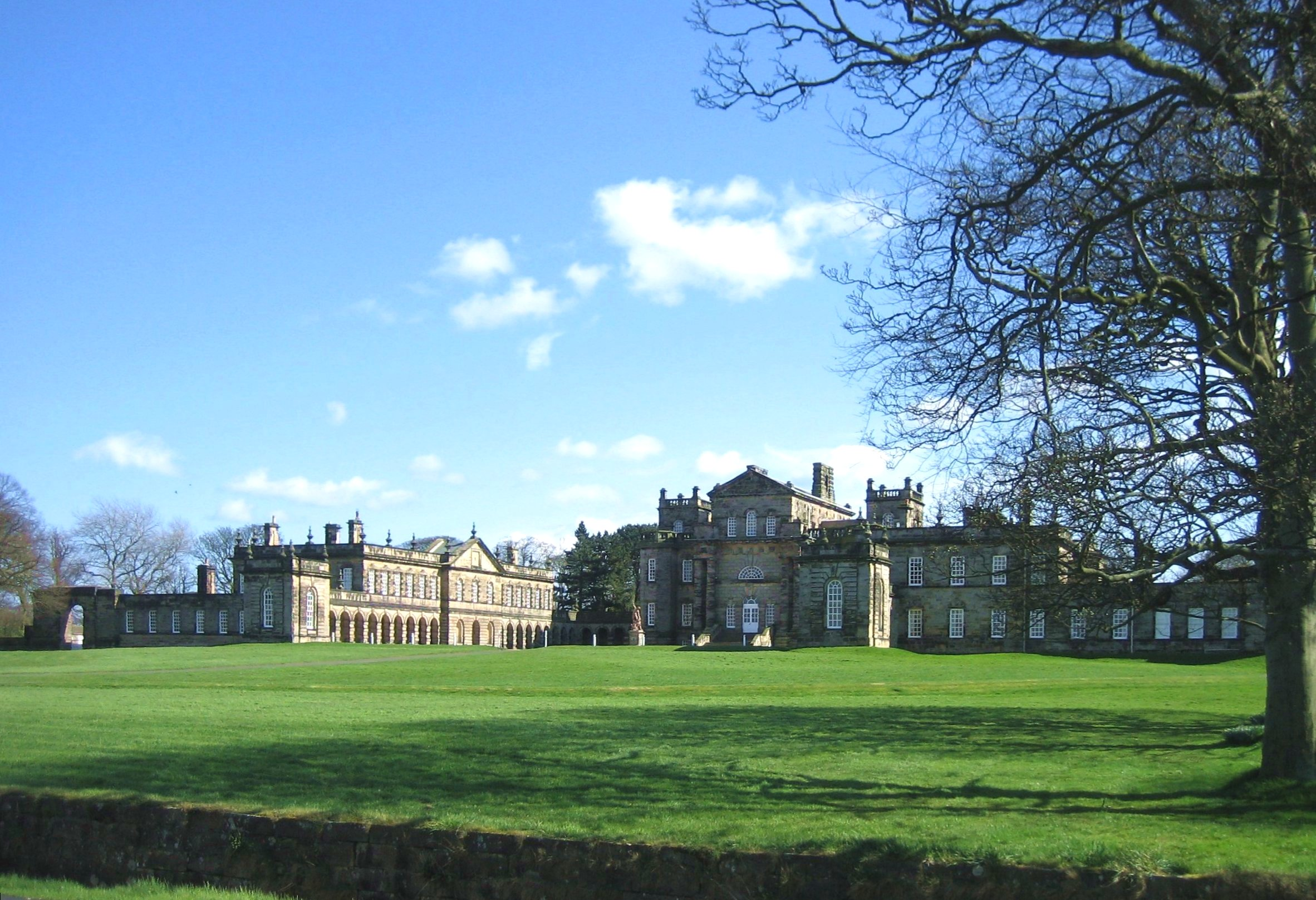
Seaton Delaval Hall, construit par les Delaval et l'ancien siège de la famille Astley

Rhoda Delaval Astley (1er juillet 1725 - 1757) est une aristocrate et artiste anglaise. Elle est mariée à Edward Astley (4e baronnet), avec qui elle a une fille et trois fils. Lady Astley a étudié la peinture avec Arthur Pond, qui a peint son portrait. Seaton Delaval Hall est passé de la famille Delaval à la famille Astley par le biais de ses descendants.

## Jeunesse
Rhoda Delaval est née le 1er juillet 1725 du capitaine Francis Blake Delaval (officier) et de Rhoda Apreece et baptisée à St George's Hanover Square à Londres le 22 juillet 1725. Elle est l'aînée de douze enfants. Ses frères et sœurs sont Anne Hussey, Mary Elizabeth, Sarah, Robert, George, Henry, Ralph, Francis, Edward, Thomas, John. Deux ans après sa naissance, son frère, Francis Blake Delaval (homme politique) (1727–1771) est né. Son frère George, décédé alors qu'il était un jeune adulte, a également étudié l'art de la peinture avec son instructeur, Arthur Pond. Elle est connue pour être une belle femme talentueuse. L'une de ses sœurs est Sarah, épouse de John Savile (1er comte de Mexborough).

## Mariage et enfants
Le 23 mai 1751, elle épouse Edward Astley, qui est devenu le 4e baronnet de Melton Constable. Ils vivent au 11 Downing Street à Londres. Elle donne naissance à quatre enfants, une fille et trois fils. Editha Rhoda est née le 14 avril 1755 et est décédée le 12 mai, lorsqu'elle a été amenée pour être enterrée. Edward est né et mort en 1757 et Francis est né en 1757.Jacob Henry est né le 12 septembre 1756.
Elle est morte en 1757 après la naissance de Francis et est enterrée le 21 octobre 1757 à Widcombe, Bath, avec son fils Edward et sa fille Edith Rhoda dans une église près du manoir.
Edward Astley a vécu à Melton Constable avec ses enfants après sa mort. Ses lettres, avant et après son mariage, décrivent la vie quotidienne personnelle des personnes qu'elle connaissait dans le Northumberland . À la suite du mariage d'Edward et Rhoda, Seaton Delaval Hall est entré dans la famille Astley en 1814 par le biais de Jacob Astley (5e baronnet), quand aucun de ses frères n'a eu d'héritier masculin.

## Artiste
Périodiquement entre 1744 et 1750, Astley a étudié l'art sous Arthur Pond, qui a également peint son portrait. Elle a acheté des tirages pour environ 1 500 £ de Pond.
La National Portrait Gallery a des peintures et dessins aux pastels. Sa peinture de Sir Jacob Astley, 1er baron Astley de Reading est réalisée à partir d'une peinture originale du XVIIe siècle. Elle fait une peinture d'elle-même et de son frère intitulée Peinture et poésie, sur le modèle de Bernardino Luini. La peinture d'Anne Hussey Delaval (1737–1812), Lady Stanhope dans le National Trust est attribuée à Rhoda Delaval et est prêtée par Lord Hastings. Lady Anne Delaval Stanhope est la sœur d'Astley. Elle a été commissionnée, pour un total d'environ 300 £, pour peindre des portraits de ses sœurs et frères.

Seaton Delaval, Northumberland, National Trust
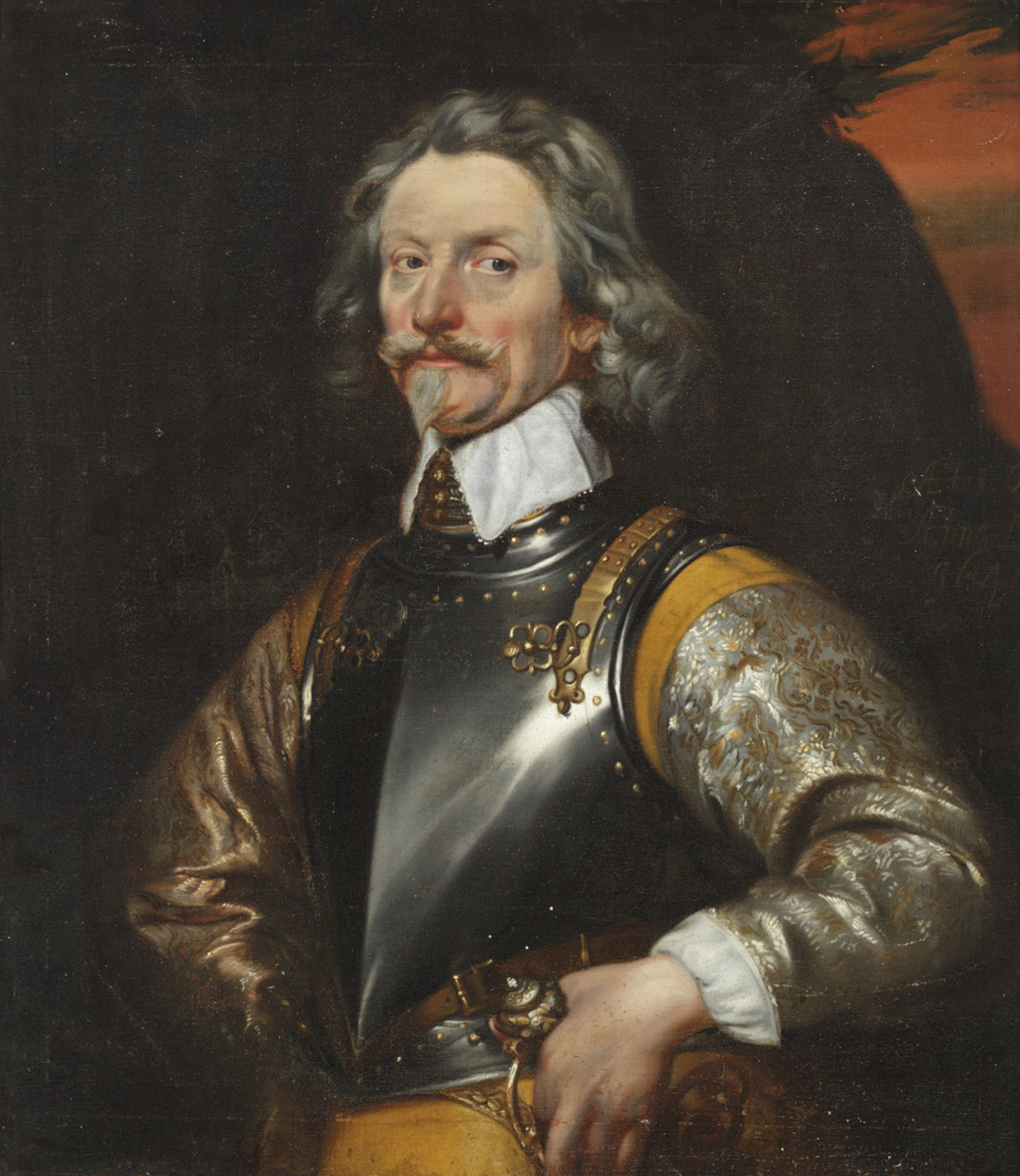
Sir Jacob Astley (1579-1651 / 1652), 1er baron Astley de Reading
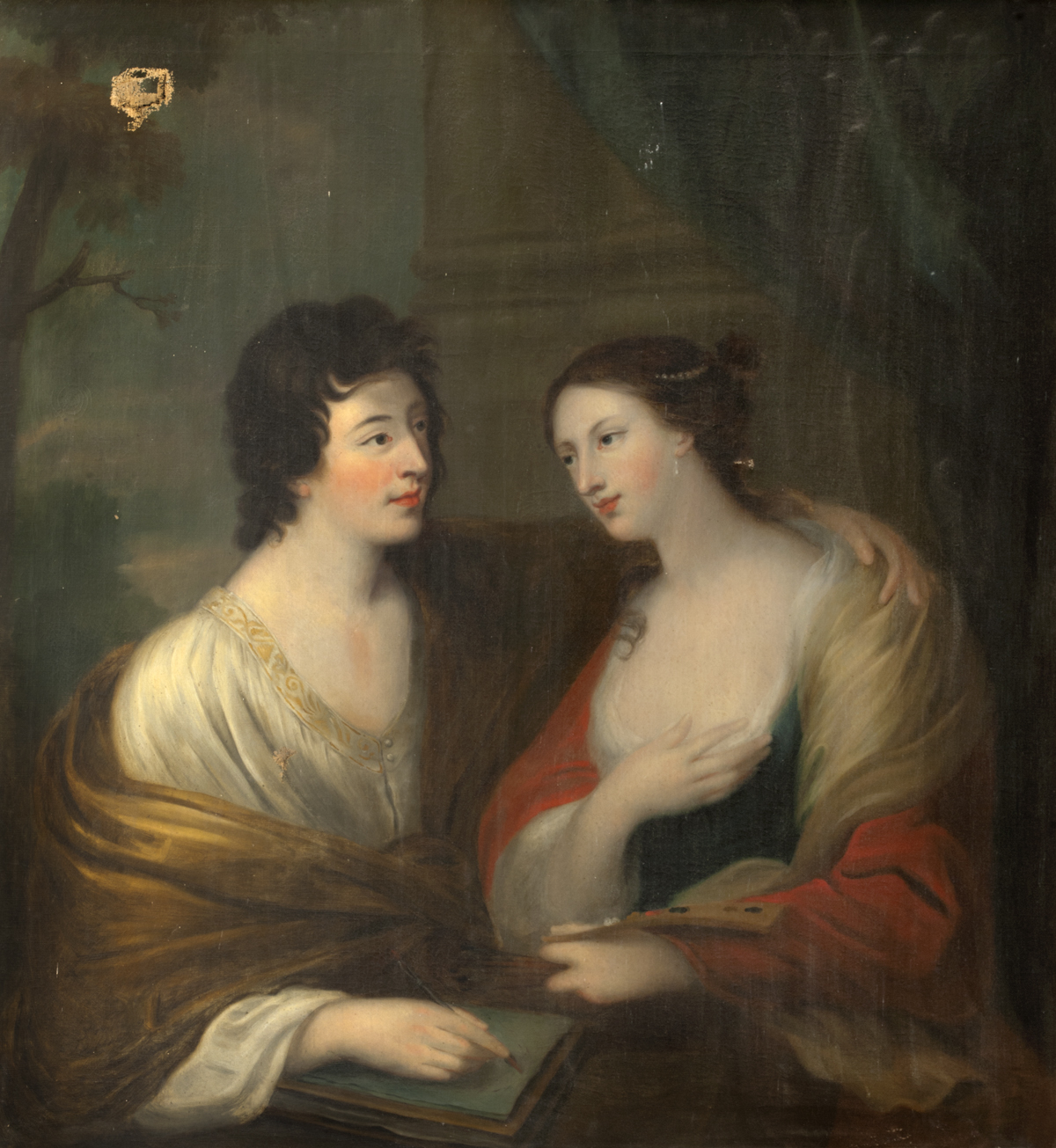
Rhoda Delaval (1725–1757), plus tard Lady Astley, et son frère, Sir Francis Blake Delaval (1727–1771)

James MacArdell a fait une gravure de son autoportrait. En 1756, son portrait est peint par Joshua Reynolds et la peinture était au château de Ford en 1897. Une autre peinture d'elle est à Doddington Hall, Lincolnshire.